# Джек Каммінґс (тенісист)
Джек Каммінґс (англ. Jack Cummings; 8 травня 1901 — 22 січня 1972) — колишній австралійський тенісист.
Найвищим досягненням на турнірах Великого шолома був фінал в одиночному розряді.

## Фінали турнірів Великого шолома

### Одиночний розряд (1 поразка)
| Результат | Рік  | Турнір              | Покриття | Суперник    | Рахунок                 |
| --------- | ---- | ------------------- | -------- | ----------- | ----------------------- |
| Поразка   | 1928 | Чемпіонат Австралії | Трава    | Жан Боротра | 4–6, 1–6, 6–4, 7–5, 3–6 |